# XXX//x
XXX//x（クスクスクス）は、毎日放送ラジオ（MBSラジオ）で1999年10月から2001年3月まであった深夜放送枠のラジオ番組群であった。

## パーソナリティ
- 月：さやか（SMライター、歌手）
- 火：高須光聖（放送作家）
- 水：下田逸郎（フォークシンガー）
- 木：小川竜生（アウトロー作家）
- 金：内藤裕敬（南河内万歳一座・座長）